# Breste, Plevna
Breste (în bulgară Бресте) este un sat în comuna Cerven Breag, regiunea Plevna,  Bulgaria. 

## Demografie
Componența etnică a satului Breste
     Bulgari (49,75%)
     Romi (2,2%)
     Nicio identificare (48,03%)
     Altele (0%)
La recensământul din 2011, populația satului Breste era de 408 locuitori. Nu există o etnie majoritară, locuitorii fiind bulgari (49,75%) și romi (2,2%). Pentru 48,03% din locuitori nu este cunoscută apartenența etnică.